# Região Amazônica da Colômbia
A Região Amazônica da Colômbia, ou simplesmente Amazônia, compreende 42% daquele país e é a zona menos populosa do mesmo. Por sua vez, faz parte da grande região sul-americana da selva amazônica, a mais extensa zona florestal do mundo, que é compartida entre a Venezuela, o Brasil, a Colômbia, o Equador, o Peru, a Guiana, o Suriname e a Bolívia. Em consequência, a Região Amazônica da Colômbia é a mais florestal com uma superfície de 483.119 km quadrados (Sinchi, 2008).
A Região Amazônica da Colômbia abarca os departamentos de Amazonas, Caquetá, Cauca, Guainía, Guaviare, Meta, Nariño, Putumayo, Vaupés e Vichada.

## Descrição
A região está marcada pela cordilheira dos Andes ao ocidente e se estende para o oriente até as fronteiras com Brasil e Venezuela; de norte a sul se estende desde os rios Guaviare e Vichada até o Putumayo e o Amazonas.

## Critérios de delimitação
Para delimitar esta região, na Colômbia se tem em conta três critérios:
Bacia hidrográfica: Inclui a delimitação das bacias que drenam para o Rio Amazonas, como são os rios Caquetá e Putumayo; neste critério faz que a Amazônia colombiana ascenda até a divisória de águas na Cordilheira Oriental.
Biogeográfico: Se tem como referente para este limite o que se denomina bosques basais, isto significa que a região ascende apenas até os 1000 metros sobre o nível do mar. Este critério faz que o limite da Amazônia Colombiana seja a cota de 1000msnsm no Ocidente, e ao sul e oriente o limite é o internacional, ao Norte o limite é a linha de bosque, com respeito à região da Orinoquia (cuja cobertura predominante são as herbáceas de ecossistemas de savana).
Político-administrativo: Se inclui na Amazônia colombiana os departamentos tradicionalmente amazônicos como são: Amazonas, Putumayo, Caquetá, Guainía, Guaviare e Vaupés; e também se incluem parcialmente departamentos como Nariño, Cauca e Meta.

## Hidrografia

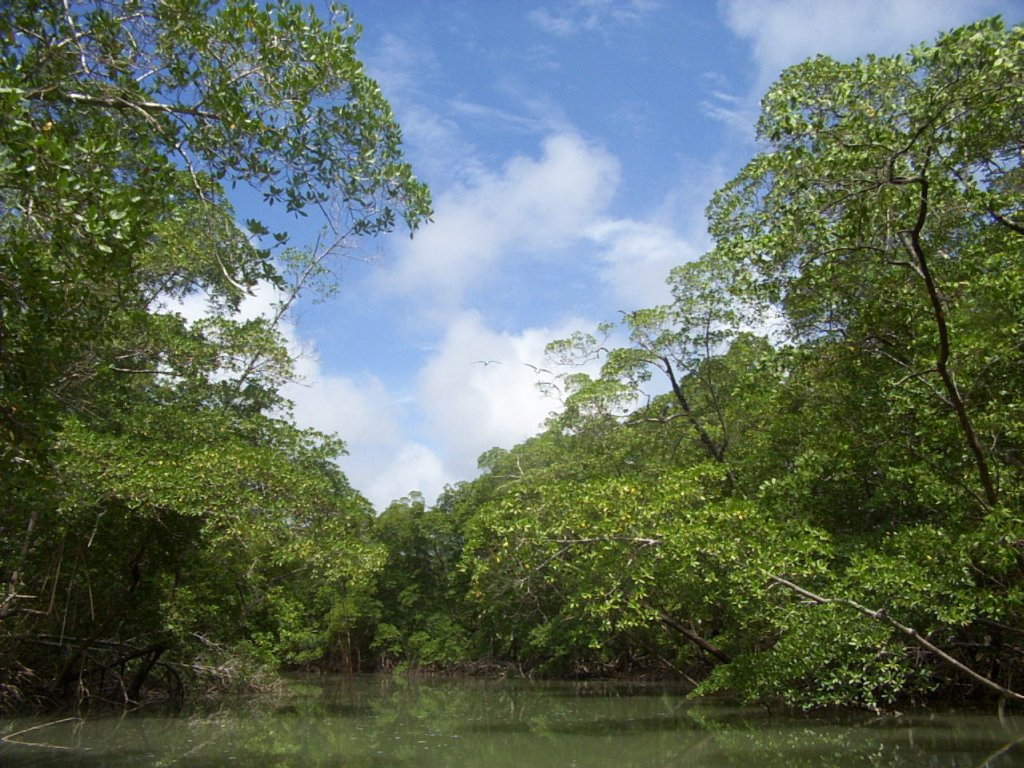
Rio da Amazônia.

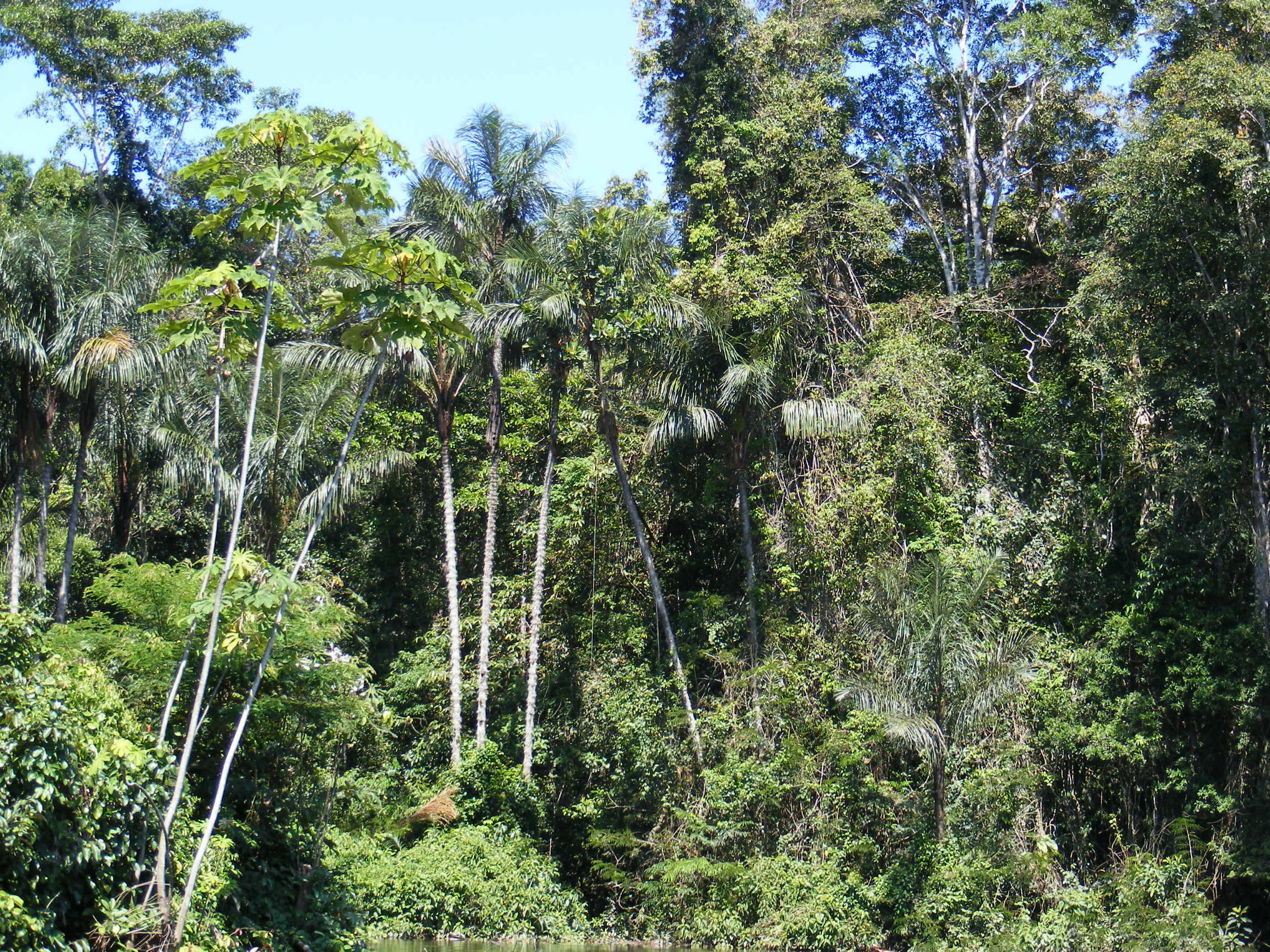
Porção da selva da Amazônia.

Os principais rios que drenam a Amazônia colombiana são:
- Rio Amazonas
- Rio Japurá
- Rio Putumayo
- Rio Guaviare
- Rio Apaporis
- Rio Uaupés

## Sub-regiões
As sub-regiões da Amazônia Colombiana são as seguintes:
- Piedemonte Amazônico.
- Planície do Caquetá.
- Planície do Inírida.

## Planície do Guaviare
- Amazônia meridional.
- Planície do Putumayo.
- Serrania de Chiribiquete.
- Trapézio amazónico.

## População
Ainda seja a região menos populosa, isso não implica que não existam povoações. As há e muito importantes. As principais cidades da região de acordo a sua população urbana segundo o Censo 2005 do DANE são Florencia (121.898 hbs), San José del Guaviare (34.863 hbs), San Vicente de Caguán (31.011 hbs), Puerto Asís (27.609 hbs), Mocoa (25.753 hbs), e Leticia (23.811 hbs).

## Parques Nacionais Naturais da Região Amazônica
- Parque Nacional Natural Amacayacu
- Parque Nacional Natural Cahuinarí
- Parque Nacional Natural Chiribiquete
- Parque Nacional Natural La Paya
- Parque Nacional Natural Tinigua
- Parque Nacional Natural Río Puré
- Reserva Nacional Natural Nukak
- Reserva Nacional Natural Puinawai
- Parque Nacional Natural Alto Fragua Indi-Wasi
- Parque Nacional Natural Serranía de los Churumbelos Auka-Wasi